# Список памятников архитектуры кёльнского городского района Вестхофен
Ниже приведен список памятников архитектуры на территории района Кёльн-Вестховен, округа Кёльн-Порц, земли Северный Рейн-Вестфалия.
Примечание: Порядок памятников в этом списке основан на названиях улиц.
За основу взят официальный список памятников Кельна (22.05.2015), в котором перечислены архитектурные памятники и целые территории. К ним могут относиться, например, религиозные здания, жилые и фахверковые дома, исторические усадьбы и аристократические здания, промышленные объекты, придорожные кресты и другие небольшие памятники, а также надгробия и места захоронений, имеющие особое значение для истории Кёльна. Основанием для включения в официальные списки памятников является «Закон об охране памятников земли Северный Рейн-Вестфалия».
| Фото | Объект                          | Положение                                        | Описание | Время постройки | Время постановки на учёт | Учётный номер |
| ---- | ------------------------------- | ------------------------------------------------ | --- | --------------- | ------------------------ | ------------- |
|      | Жилое здание                    | Вестхофен, Berliner Str. 29 карта                | | 1913            | 24.11.1986               | 3967          |
|      | Оборонный объект Цвишенверк IXа | Вестхофен, на пойме, адреса нет карта            | полуразрушенная стена | 1877–1881       | 13.02.2003               | 8610          |
|      | Коммерческое здание             | Вестховен, Kölner Str. 256 карта                 | | 1960–1961       | 16.03.1995               | 7436          |
|      | Жилое здание                    | Вестховен, Oberstr. 42 карта                     | | около 1800      | 31.01.1995               | 7362          |
|      | Жилое здание                    | Вестховен, Oberstr. 89 карта                     | Доктор инж. Mannesmann Apparatebau Westhoven, производитель вспышек для фотоаппаратов                                                                                      | 1912–1914       | 11.11.1985               | 3316          |
|      | Комплекс усадьбы Гут Энгельсхоф | Вестховен, Oberstr. 104 карта                    | До 1970 года комплекс функционировал как ферма. С 1994 года — общественный центр.                                                                                          | около 1880      | 1.07.1980                | 561           |
|      | Часовня Николая                 | Вестховен, Pfarrer-Nikolaus-Vogt-Weg, Nr.2 карта | Здание зала в романском стиле, построенное из оштукатуренного туфа и галечной кладки. Последняя реставрация проводилась с 1959 по 1964 год.                                | 1128 и 1964     | 19.01.1983               | 1295          |
|      | Историческая водокачка          | Вестховен, Porzer Ringstr. 1 карта               | Это солидное фабричное здание с элементами романского стиля, с большими окнами на фасадах, каменными фронтонами и великолепным оштукатуренным фасадом с кирпичной кладкой. | около 1903–1904 | 10.10.1995               | 7670          |
|      | Форт IX                         | Вестховен, Porzer Ringstr, без адреса. карта     | Относится к Кёльнскому кольцу крепостей. | 1876–1881       | 7.04.2000                | 8466          |